# Tunnelton (Virginia Occidental)
Tunnelton es un pueblo ubicado en el condado de Preston en el estado estadounidense de Virginia Occidental. En el Censo de 2010 tenía una población de 294 habitantes y una densidad poblacional de 338,85 personas por km².

## Geografía
Tunnelton se encuentra ubicado en las coordenadas 39°23′34″N 79°44′48″O / 39.39278, -79.74667. Según la Oficina del Censo de los Estados Unidos, Tunnelton tiene una superficie total de 0.87 km², de la cual 0.87 km² corresponden a tierra firme y (0%) 0 km² es agua.

## Demografía
Según el censo de 2010, había 294 personas residiendo en Tunnelton. La densidad de población era de 338,85 hab./km². De los 294 habitantes, Tunnelton estaba compuesto por el 98.98% blancos, el 0.34% eran afroamericanos, el 0% eran amerindios, el 0% eran asiáticos, el 0% eran isleños del Pacífico, el 0% eran de otras razas y el 0.68% pertenecían a dos o más razas. Del total de la población el 0.68% eran hispanos o latinos de cualquier raza.